# Hunter Wonders
Hunter Wonders (7 agosto 1998) è un fondista statunitense.

## Biografia
Wonders, originario di Anchorage e attivo dal dicembre del 2015, ai Mondiali juniores di Kandersteg/Goms 2018 ha vinto la medaglia d'argento nella staffetta; ha esordito in Coppa del Mondo il 23 gennaio 2021 a Lahti (46º in inseguimento) e ai Campionati mondiali a Oberstdorf 2021, dove si è classificato 37º nella 50 km e 31º nello skiathlon. Ai Mondiali di Planica 2023 si è piazzato 33º nella 15 km, 31º nella 50 km, 24º nello skiathlon e 7º nella staffetta; non ha preso parte a rassegne olimpiche.

## Palmarès

### Mondiali juniores
- 1 medaglia:
  - 1 argento (staffetta a Kandersteg/Goms 2018)

### Coppa del Mondo
- Miglior piazzamento in classifica generale: 58º nel 2023